# Matthews Motor Company
Matthews Motor Company war ein US-amerikanischer Hersteller von Automobilen.

## Unternehmensgeschichte
Das Unternehmen wurde 1906 in Camden in New Jersey gegründet. Im gleichen Jahr begann die Produktion von Automobilen. Der Markenname lautete Sovereign, inoffiziell auch Matthews. 1906 oder 1907 wurde die Jones-Corbin Automobile Company übernommen. 1907 endete die Produktion.

## Fahrzeuge
Soweit bekannt, stand nur das Model M im Sortiment. Es hatte einen Vierzylindermotor mit Wasserkühlung. 139,7 mm Bohrung und 152,4 mm Hub ergaben 9344 cm³ Hubraum. Als Motorleistung sind 40, 45 und 48 PS überliefert. Der Motor trieb über ein Vierganggetriebe und zwei Ketten die Hinterachse an. Das Fahrgestell hatte 305 cm Radstand. Einzige Karosseriebauform war ein offener Tourenwagen mit acht Sitzen. Die Karosserie bestand aus Aluminium.